# 몬테풀차노
몬테풀차노(이탈리아어: Montepulciano)는 이탈리아 토스카나주 시에나도에 있는 코무네다. 피엔차에서 동쪽으로 13km, 시에나에서 남동쪽 70km, 피렌체에서 남동쪽 124km, 로마에서 186km 거리에 있다.
몬테풀차노는 식품과 음료를 생산하는 주요 생산지이다. 돼지고기, 치즈, '피치' 파스타, 렌즈콩과 꿀이 유명하며, 특히 이곳의 와인은 세계적으로 알려져 있다. 와인 감별사들은 이탈리아에서 최고의 품종에 속하는 몬테풀차노 포도로 만든 이곳의 와인을 비노 노빌레 디 몬테풀차노라고 부른다.

## 역사
전설에 따르면 에트루리아인의 왕 키우시의 라르스 포르세나가 건설하였다고 하며, 최근에 발견된 결과물에서는 기원전 3-4세기에 이미 정착지가 이뤄져 있었음이 증명됐다. 로마 시대 때는 주요 도로를 지키는 수비대가 있던 곳이었다.
서로마 제국이 멸망하고, 롬바르드족의 지배하에서 종교 중심지로서 발전하였다. 12세기에는 시에나 공화국에게 계속된 침입을 받아, 페루자, 오르비에토, 가끔은 피렌체의 도움을 받았다. 14세기에는 델 페코라(Del Pecora) 가문이 이곳의 통제권을 장악할 때까지 지역 귀족 가문들 사이에 끊임없는 분쟁이 있었다. 1390년부터 16세기까지 몬테풀차노는 피렌체의 충성스러운 동맹(이후에는 흡수당함)이었고, 대 안토니오 다 산갈로, 자코모 바로치 다 비뇰라, 발다사레 페루치, 이폴리토 스칼차와 그외에 장관을 이룬 건축가들이 거주했고, 호화스럽고 멋진 건물들을 이곳에 많이 지었다. 1559년에 시에나가 피렌체에게 정복당하고 몬테풀차노는 중요성이 떨어지며 전략적 위치를 상실해버렸다.
이탈리아의 통일 이후, 발디키아나에 위치한 이곳은 그 지역 일대에 가장 핵심 농업 중심지로서는 남아 있었지만, 산업 시설은 그시기에 철도가 놓인 키우시로 옮겨갔다.

## 자매 도시
- 프랑스 물랭